# حدتو
الحركة الديمقراطية للتحرر الوطني (حدتو) هي من المنظمات الشيوعية المصرية. تكونت حدتو كامتداد للحركه المصرية للتحرر الوطني (حمتو) وشقيقتها الحركة السودانية للتحرر الوطني (حستو). : كانت لتلك المنظمتان امتدادات ضخمة في تاريخ مصر والسودان. فالأخيره هي التنظيم السابق للحزب الشيوعي السوداني والأولى مثّلت الأساس السياسي لامتدادات عديدة متضمنة الحزب الشيوعي المصري اليوم وكذا حزب التجمع التقدمي الوحدوي حيث أن عددا هاما من أهم رموز حزب التجمع كخالد محي الدين، عريان نصيف، حسين عبد ربه، رفعت السعيد كانوا أعضاءا في حدتو.

## أشهر اعضائها
- هنري كورييل
- شهدي عطية الشافعي
- زكي مراد
- محمد يوسف الجندي
- إبراهيم عبد الحليم
- أسما حليم
- كمال عبد الحليم
- أحمد الرفاعي
- عبده العنتبلي
- إبراهيم المناسترلي
- بهيج نصار
- خالد محي الدين
- يوسف صديق
- أحمد حمروش
- شريف حتاتة
- عبد الفتاح الموافي
- محمد عباس

من الفنانين والكتاب:
- كمال القلش
- رؤوف مسعد
- صنع الله إبراهيم
- فؤاد حداد
- صلاح جاهين،
- حسن فؤاد
- علي الشريف
- فتحيه العسال
- امينه شفيق
- عبد الله الطوخي

و من العمال:
- محمد علي عامر
- محمد شطا

و من النوبيون:
- نور جاسر
- خليل الاسي
- مبارك عبده فضل

و كان بها مناضلون ذوي اصول يهوديه:
- شحاتة هارون
- البير اريه

## اعمالها
شاركت حدتو في النضال المصري السياسي للتحرر من الاستعمار والكفاح المسلح في منطقه قناه السويس ضد الإنجليز في عام 1951 وكانت مشاركا نشيطا في اللجنة الوطنية للطلبه والعمال عام 1946 وكانت الداعي الأول لتكوين اتحاد عمال مصر، تاميم قناه السويس، ثم في الاعداد والمشاركة في ثوره يوليه 1952. كان يوسف صديق الضابط الذي اقتحم قياده اركان الجيش المصري عضوا في حدتو وكذلك كان خالد محي الدين وكان الاثنان أعضاء في مجلس قياده الثورة. كان لحدتو أعضاء هامين في تنظيم الضباط الأحرار المكون من 70 ضابطا كأحمد حمروش وعثمان فوزي. شاركت حدتو في الصراع السياسي المباشر عقب الثورة واعتقل عدد من أهم اعضائها في ظل الارتباك والخضم السياسي الذي اعقب الثورة ك كمال عبد الحليم وآخرين في عام 53 و 54 . لعبت حدتو دورا هاما في مسانده قرار تاميم قناه السويس والذي كان أحد شعاراتها لسنوات قبل الثورة وشارك اعضائها من داخل بورسعيد (إبراهيم هاجوج) وخارجها (أحمد الرفاعي ومنير موافي) في قياده المعركة جماهيريا وسياسيا عام 1956 .
رأت حدتو ان اقتراب جمال عبد الناصر من الاتحاد السوفيتي وازدياد عدائه للاستعمار حتمي. وامتد موقفها هذا لفكره بناء تنظيم موحد للاشتراكيين المصريين يضم أعضاء حدتو ورجال عبد الناصر الذي عرف باسم التنظيم الطليعي واطلق عليه خطآ اسم قرار حل الحزب. ولقد وصف أحمد حمروش خلفيات ذلك الامر ص ١٤٨ في مذكراته فقال (حضر لي أحمد فؤاد الذي كانت تربطه صله طيبه بجمال عبد الناصر وابلغني خلال شهر مايو ١٩٦٣ بان جمال عبد الناصر ينوي تشكيل حزب سرس هو تجسيد لما ورد في الميثاق الذي صدر في مايو ١٩٦٢ ونص علي وجود جهاز سياسي للاتحاد الاشتراكي العربي...وانه يطلب مني الانضمام اليه لنتعاون معا علي إنشاء حزب ثوري.......) ثم يصف (أي تغيير حدث في مصر...منذ ١١ عاما تقريبا كنا نناضل من اجل التحرر الوطني والاشتراكية في تنظيمات سريه واليوم تدعونا الدولة لبناء تنظيم اشتراكي في وقت مازال فيه بعض المناضلين الاشتراكيين في السجون والمعتقلات...تناقضات لكن فيها ايجابيه في المسار العام للحركه الوطنية)
في ذات يوم قرار الاندماج مع عبد الناصر اسس عدد من قيادات حدتو تنظيما اسموه (حدتو التيار الثوري) بقياده كمال عبد الحليم. عاد الجميع لاحقا بعد هزيمه 67 لتاسيس التنظيم الشيوعي المستقل ثم اعلان الحزب الشيوعي المصري عام 1975. آعتبر الكثيرون ان اعلان حزب التجمع الوطني التقدمي الوحدوي عام 1976 هو امتدادا لنشاط هذا التيار